# 美国篮球协会 (21世纪)
美国篮球协会（American Basketball Association，OTCBB：ABKBE
），是一个创立于1999年的专业男子篮球联盟。现在的ABA与之前另一个也叫做“美国篮球协会”的联赛并无直接关系。之前的ABA已于1976年与NBA合并。

## 历史
现今的美国篮球协会由乔·纽曼（Joe Newman）和理查德·廷卡姆（Richard Tinkham）创立于1999年年末，并得到了使用全国篮球协会作为联赛名称的权利。
在联盟的头两个赛季当中，2000-2001赛季和2001-2002赛季，联赛被称为“ABA 2000”。联赛在接下来的一个赛季暂停运作，但在2003-2004赛季恢复，并不再在名称中使用“2000”。
联赛回归並采用新的商业模式，在2004-2005赛季提出了一项野心勃勃的球队扩充计划。事实上任何愿意缴付$10,000或$20,000扩充费用的球队都可以加入ABA。
这个计划造成了混乱的后果。很多球队无法尽到他们的财务责任，在联赛进行中就解散了；有些球队甚至在联赛还未进行比赛时就解散了。其他队伍则被迫取消比赛，且季后赛也因某些球队不能参加比赛而多次更改赛程。
尽管存在着这样或那样的问题，2005-2006赛季新一轮的比赛还是继续了。赛程中安排了47支球队参加比赛。然而，一支球队从未参加本赛季的比赛，另有七支球队在联赛开始的六个星期内解散或退出联赛。还有六支球队在2006年1月离开。一些球队在客场比赛时采用临时征召主队所在地前球员的方式组成新的球队完成了比赛，而有些球队则完全拒绝客场作战。三支获得了2005-2006赛季季后赛资格的球队未参加比赛。
在2006-2007赛季中，又有一批新的球队加入。然而扩充费用已经涨到了$50,000。 （页面存档备份，存于） 一个令人注目的新球队是佛蒙特霜冻队（Vermont Frost Heaves)，其老板为運動畫刊的作者亚历山大·沃尔夫（Alexander Wolff）。在此赛季中，前NBA球员约翰·萨利成为联赛专员，而马里兰夜鹰队（Maryland Nighthawks）的老板汤姆·道尔（Tom Doyle）成为首席执行官。